# Las Marianas (Buenos Aires)
Las Marianas es una localidad argentina del partido de Navarro, provincia de Buenos Aires. 
Fue fundada el 23 de diciembre de 1908. Se encuentra a 25 km del partido de cabecera (Navarro). La localidad de Las Marianas es un pequeño pueblo rural de pocas manzanas cuadradas

## Población
Cuenta con 485 habitantes (Indec, 2010), lo que representa un incremento del 3% frente a los 471 habitantes (Indec, 2001) del censo anterior.
| Gráfica de evolución demográfica de Las Marianas entre 1991 y 2010 |
|                                                                    |
| Fuente: Censos nacionales del INDEC                                |

## Véase también

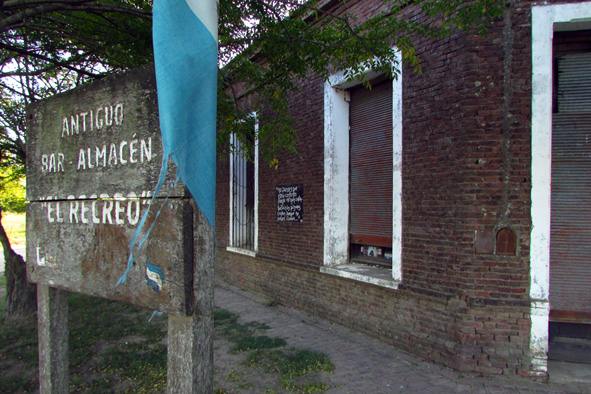
Fachada de la centenaria pulpería «El Recreo», en el ingreso a Las Marianas.